# 馬出
馬出（まいだし）は、福岡市東区の町名。現行の行政地名は、馬出一丁目から六丁目まで。面積は108.80ヘクタール。2022年9月末日現在の人口は10,124人、世帯数は6,634世帯。郵便番号812-0054。

## 地理

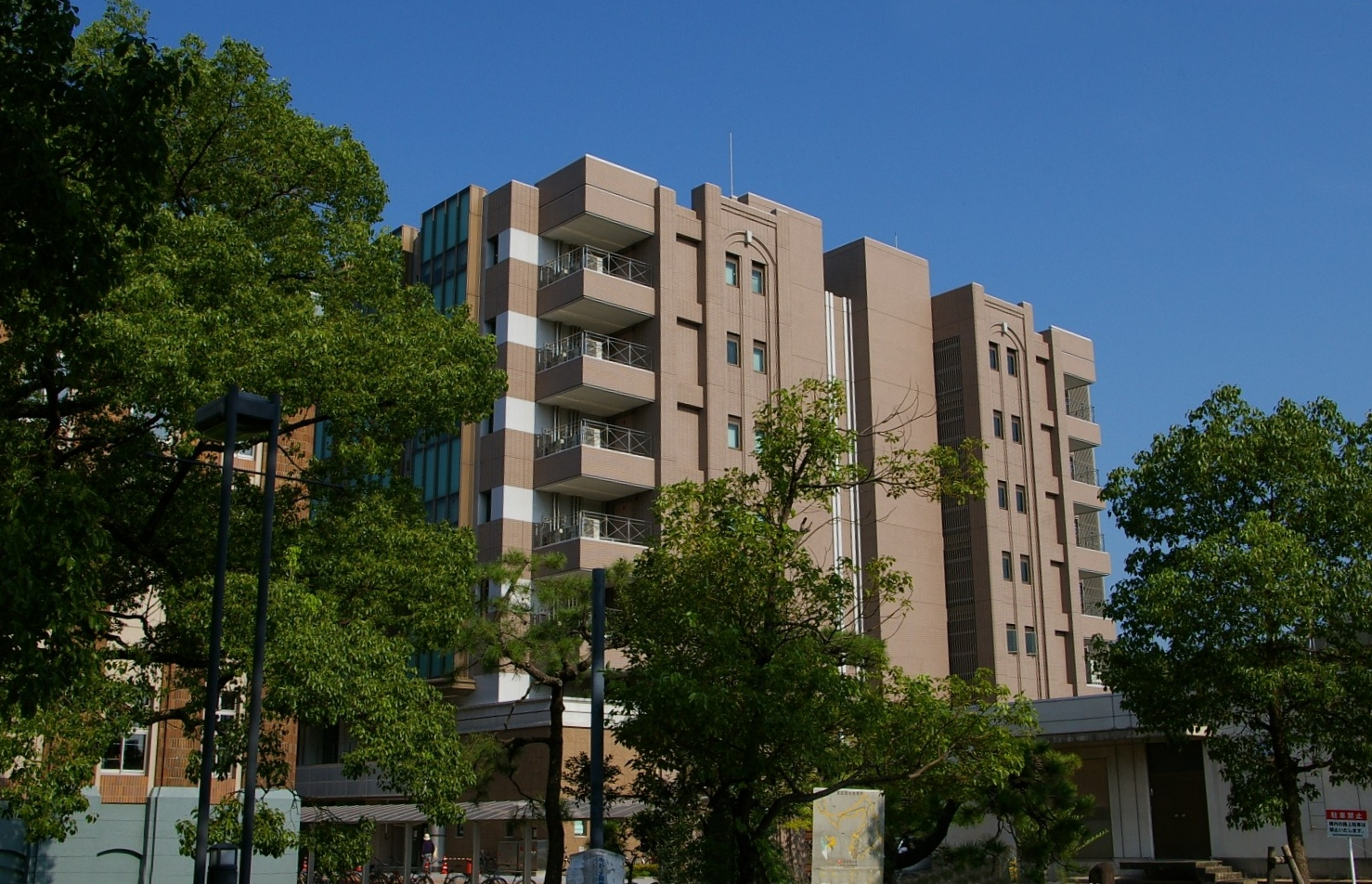
九州大学の研究施設

福岡市の都心部とされる中央区天神等の北東約3キロメートル、東区の南端、筥崎宮の南西に位置する。北西で国道3号を挟んで東浜と、北東で箱崎、筥松、郷口町及び社領と、南東で吉塚及び吉塚本町と、南西で博多区東公園及び千代と隣接する。町内の土地利用については、主な施設として九州大学病院が所在する。

### 河川
馬出六丁目の北東側に次の河川が横断している。
- 宇美川（多々良川の支流で二級河川）

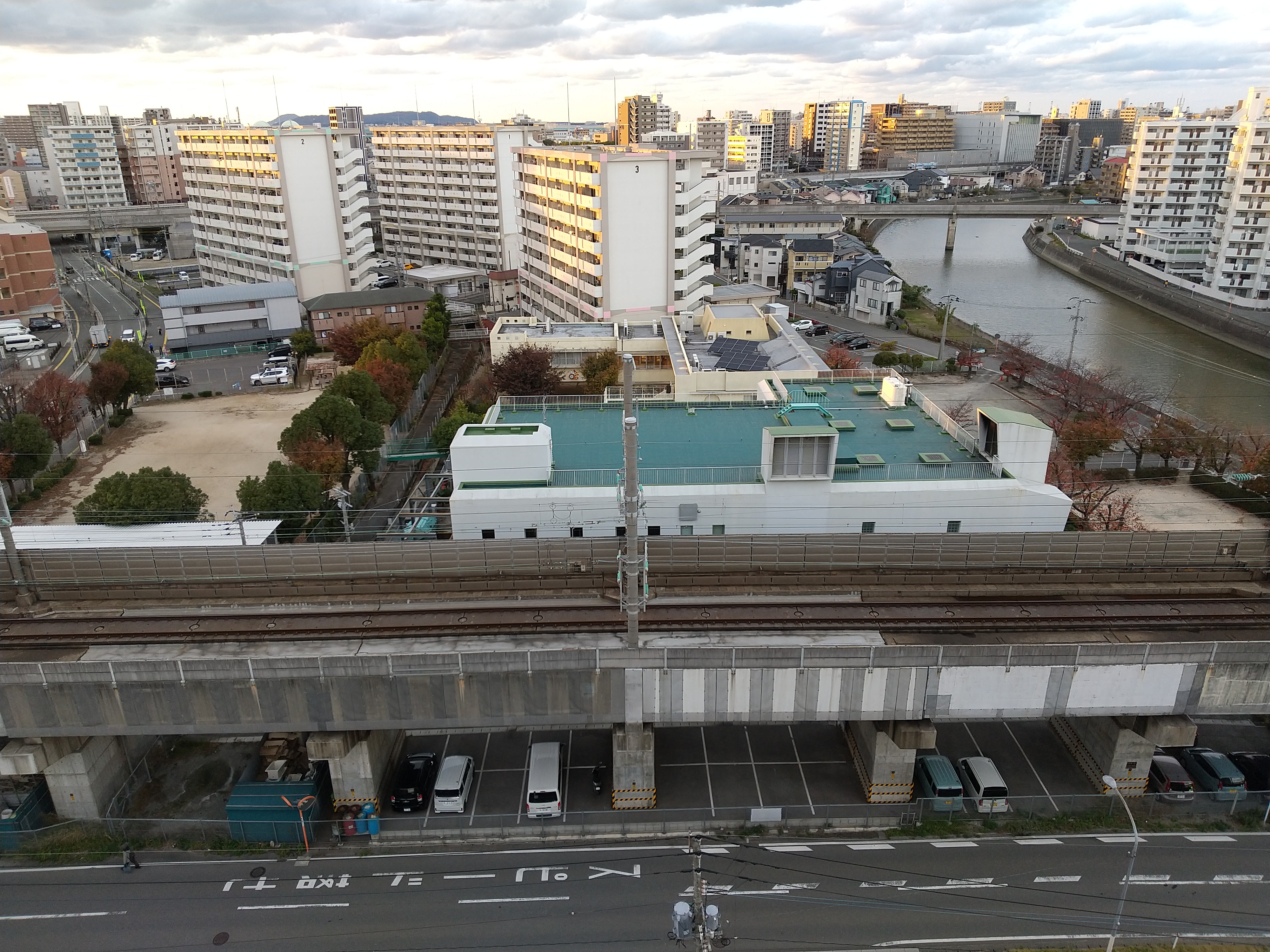
宇美川の六高橋より下流側と米田ポンプ場

### 子育て･教育環境
教育機関としては旧帝大の九州大学医学部、歯学部、薬学部をはじめとして、博多女子中学校・高等学校、福岡市立福岡中学校、福岡市立馬出小学校、認可保育園夢の木保育園が存在する。このほか九州大学生体防御医学研究所、附属感染防御研究センター、遺伝情報実験センターなどの研究機関が位置し全体として文教地区を形成する。
また保育施設（杉の子保育園、ひまわり保育園）のほか育児サークルとして「メリーゴーランド」（馬出会館）、「どんぐりらんど」（東市民センター）、子育て交流サロンとして「SUNさんサロン」などの活動も活発で、子育て世帯の人気が高い。
学校区として馬出校区は福岡市全体と比し高い出生率を誇っており、馬出校区の児童数は平成12年以降増加している。

### 公園都市として
東公園、馬出緑地、九大キャンパス、筥崎宮花庭園など緑地も多くガーデンシティとしても知られる。都市の一人当たりの公園面積においては福岡市は全国で上位に位置し、とりわけ教育･研究施設が面積の多くを占め、人口密度の小さい馬出地区は一人当たりの公園面積で全国有数を誇る 。

### 国際都市として
博多が国際都市として発展してきた歴史的経緯から外国人の居住も見られ、インターナショナル・スクールも存在する。ショッピングモールとして国道3号を挟んで隣接する東浜に衣食住140の専門店を含むゆめタウン博多が存在し、休日には近隣地域から訪れる人も少なくない。

### 医療･福祉施設
地区内に12の医療機関が存在し、一人当たりの医師、看護師、病床数において全国平均を遥かに上回る値を誇っている。
上記のような恵まれた教育・医療・福祉・衣食住のインフラストラクチャーの充実、治安や居住環境の良さから近年「住んでみたい街」として注目されつつあり、高層の集合住宅の建設が進んでいる。

### 都市計画
都市計画に関しては、「福岡市都市計画マスタープラン」において定められた方針については次のとおりである。交通ネットワークとして都市の骨格となる国道3号の沿道や幹線道路である福岡直方線や浜新建堅粕線（「妙見通り」）の沿道は、商業、業務、サービス施設や中高層住宅などが連続した「都市軸」や「沿道軸」に位置付けられている。宇美川（多々良川の支流）の河川沿いが散策・憩いの場となるとともに、緑と広がりのある景観が連続したゆとりと潤いのある水辺空間として「河川緑地軸」に位置付けられている。九州大学医学部や九州大学病院を含むゾーンは大規模施設が立地するゾーンとされている。九州大学等の周辺に接するゾーンは、戸建住宅などの低層住宅が大部分を占めるが、一部中高層住宅などが立地する「低中層住宅ゾーン」に位置付けられ、低層住宅と中層住宅の調和、狭隘道路の改善などがまちづくりの視点とされている。九州旅客鉄道（JR九州）の鹿児島本線及び篠栗線の東側に位置する馬出六丁目は、工場や倉庫、事業所などの工業系の施設と住宅が立地する「住工共存ゾーン」に位置付けられ、狭隘道路の改善、良好な市街地環境の保全・形成などがまちづくりの視点とされている。用途地域については次のとおりである。福岡直方線、吉塚停車場線及び浜新建堅粕線（妙見通り）の道路境界線から概ね30メートルの範囲は商業地域に指定されている。馬出東浜線の道路境界線から概ね50メートルの範囲は第二種住居地域に指定されている。国道3号の道路中心線から東側で「馬出緑地」（西鉄福岡市内線跡）等に挟まれた範囲及び馬出六丁目のうち篠栗線の東側の範囲は準工業地域に指定されている。これら以外の範囲は第一種住居地域に指定されている。風致地区については、筥崎宮の参道に面した範囲が指定されており、造成や建築などを行うときには一定の制限がある。地区計画については、馬出一丁目の一部約0.5ヘクタールの範囲について「馬出一丁目地区」が定められており、計画的な機能更新により、教育機能及び居住機能の共存した土地利用を誘導し、歩行者空間や広場などのオープンスペースの創出することにより、良好な市街地環境の形成を図ることを目標とし、さらに建築物等に関する制限が加えられている。また、東区馬出一丁目、馬出五丁目、馬出六丁目、箱崎一丁目、箱崎三丁目、箱崎六丁目、筥松二丁目、筥松三丁目及び筥松四丁目の各一部並びに博多区吉塚本町の一部約28.0ヘクタールの範囲について「筥崎土地区画整理地区」が定められており、箱崎地区は商業、業務等の土地利用のための「商業ゾーン」として、駅前及び幹線道路沿いにふさわしい良好な施設の立地誘導を図ることを目標とし、建築物等に関する制限が加えられている。

## 歴史

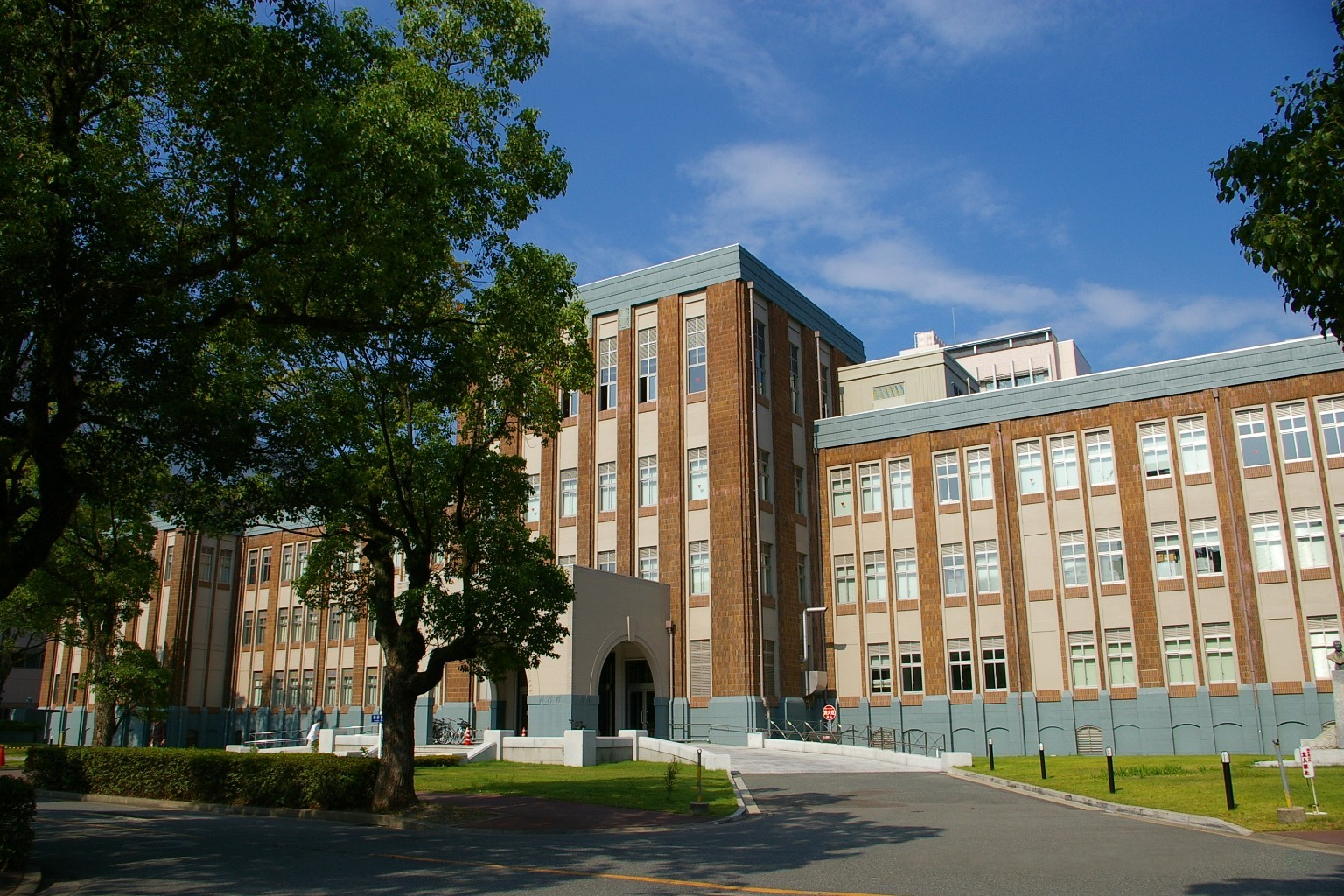
九州帝国大学医学部内科教室棟
（現九州大学医学部基礎研究A棟）

鎌倉時代の元寇の際、海に面していたこの地は文永の役（1274年）で元軍の被害を受け、そののち防塁が馬出にも築かれた。
海岸一帯は松原であった。九州征伐を終えた豊臣秀吉がここに陣を置き、千利休に命じて天正15年（1587年）に野点をおこなった。利休が茶釜を掛けたとされる松（利休釜掛松）が現存する。
江戸時代までにこの地は曲物や屋根の葺き板を作る家が多くあった。これは三方などの筥崎宮の祭具を作っていたことにちなむ。
明治になり、賛生館の流れを汲む福岡県立福岡病院を母体に1903年京都帝国大学の分科大学として福岡医科大学が設置された。その後九州帝国大学医学部および付属病院が設置され、戦後には九州大学に至り、カレッジタウンとして殷賑してきた。

### 地名の由来
筥崎宮の神幸の参加者に乗馬を出したことにちなむとされる。かつては那珂郡に属し、馬屋出とも記された。

### 町域の変遷
| 住居表示実施後           | 実施年月日         | 住居表示実施前（各大字・町名ともその一部）        |
| ------------------------ | ------------------ | ------------------------------------------------- |
| 馬出一丁目から馬出六丁目 | 1974年（昭和49年） | 大学前1丁目 - 2丁目・大字馬出・大字堅粕・大字金平 |

## 人口
馬出一丁目から馬出六丁目まで合わせた人口の推移を福岡市の住民基本台帳（公称町別）に基づき示す（単位：人）。集計時点は各年9月末現在である。
- 2001年（平成13年）：7,468
- 2002年（平成14年）：8,053
- 2003年（平成15年）：8,000
- 2004年（平成16年）：7,875
- 2005年（平成17年）：7,644
- 2006年（平成18年）：7,736
- 2007年（平成19年）：8,029
- 2008年（平成20年）：7,929
- 2009年（平成21年）：8,351
- 2010年（平成22年）：8,709
- 2011年（平成23年）：8,800
- 2012年（平成24年）：9,037
- 2013年（平成25年）：9,217
- 2014年（平成26年）：9,344
- 2015年（平成27年）：9,474
- 2016年（平成28年）：9,554
- 2017年（平成29年）：9,654
- 2018年（平成30年）：9,616
- 2019年（令和元年）：9,670
- 2020年（令和2年）：9,881
- 2021年（令和3年）：9,955
- 2022年（令和4年）：10,124

## 施設

### 公共・公益施設

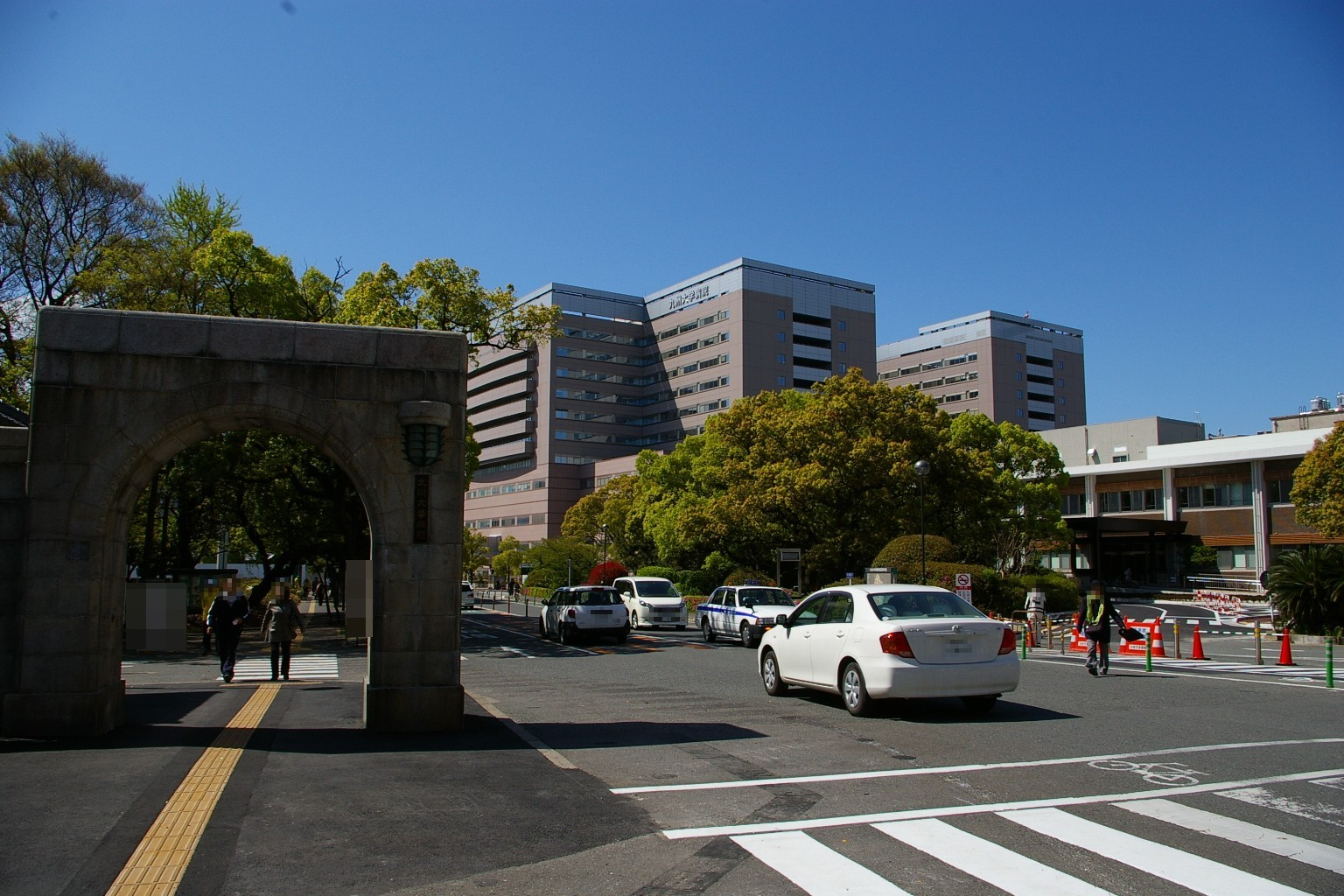
九州大学病院
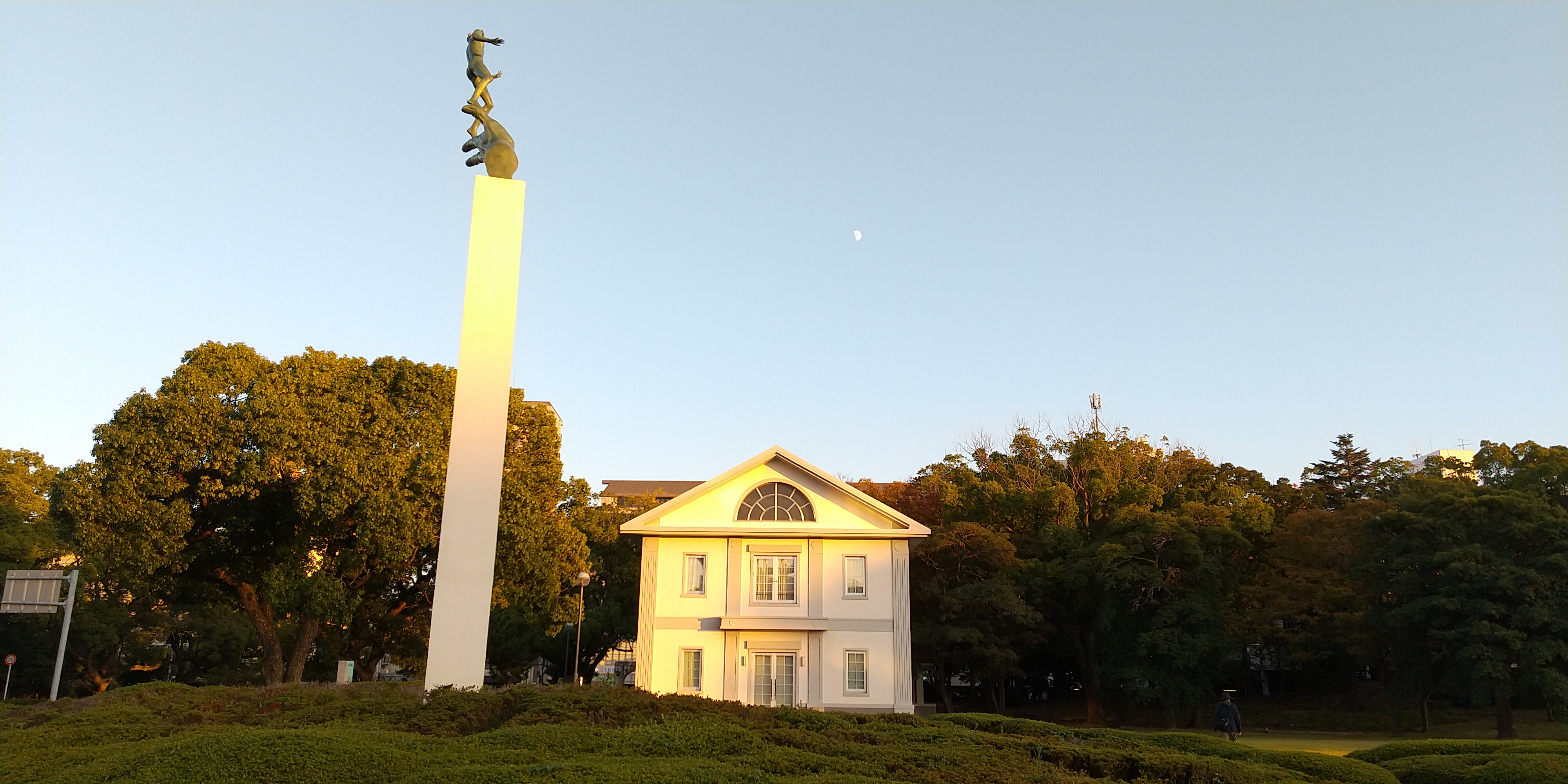
九州大学医学歴史館（九州大学医学部内、入場料無料）[注釈 8]
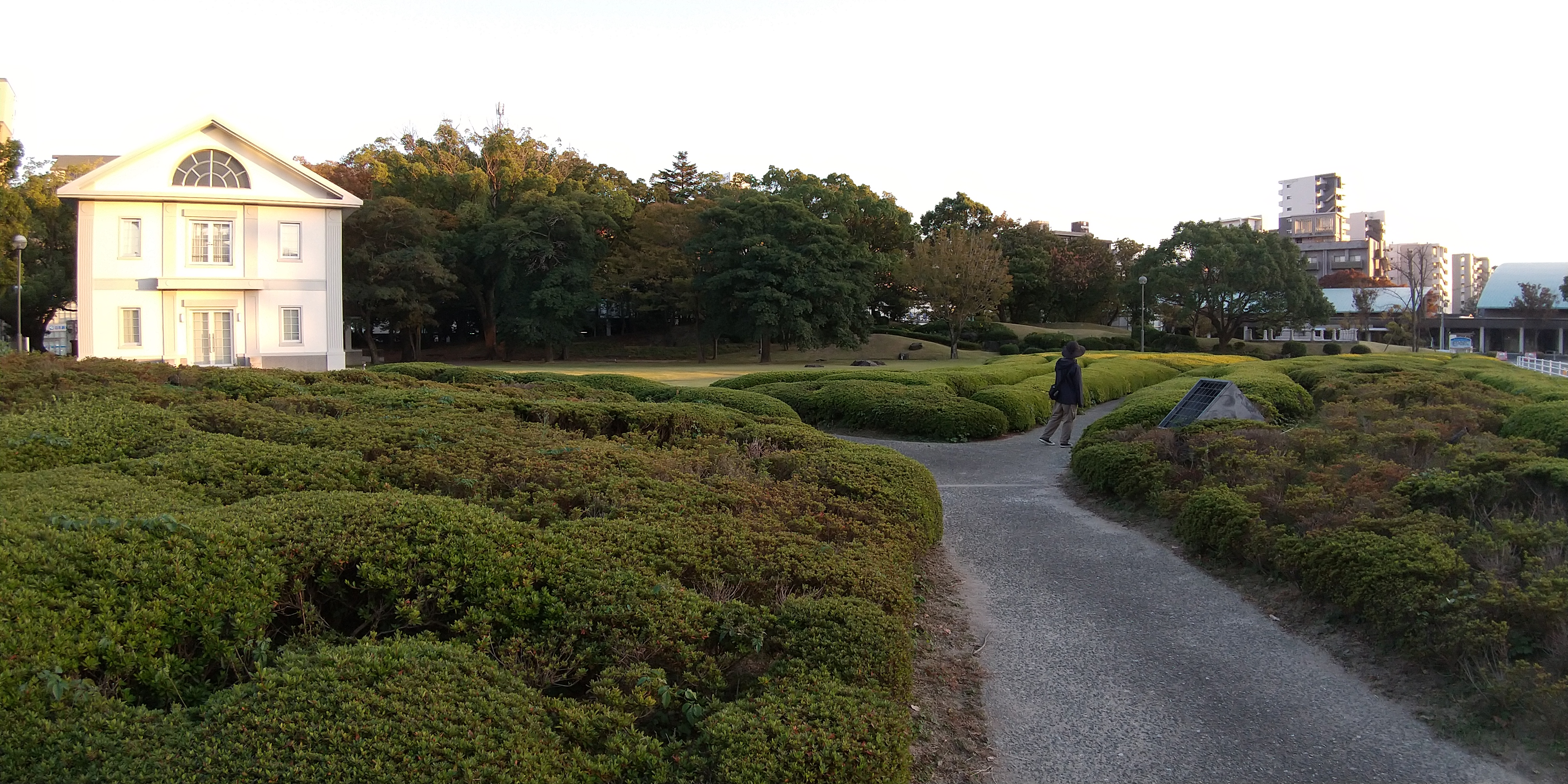
九州大学医学部創立75周年記念庭園[注釈 9]
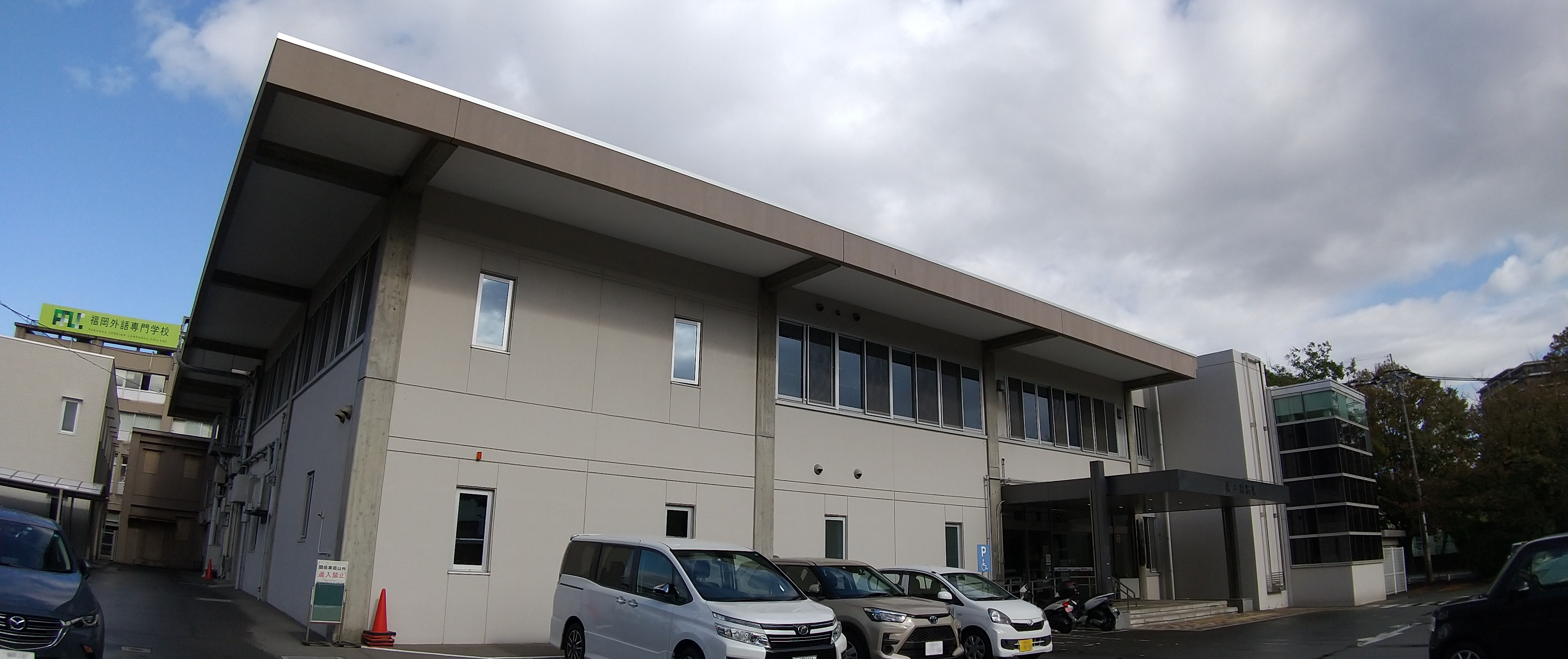
博多税務署[注釈 10]
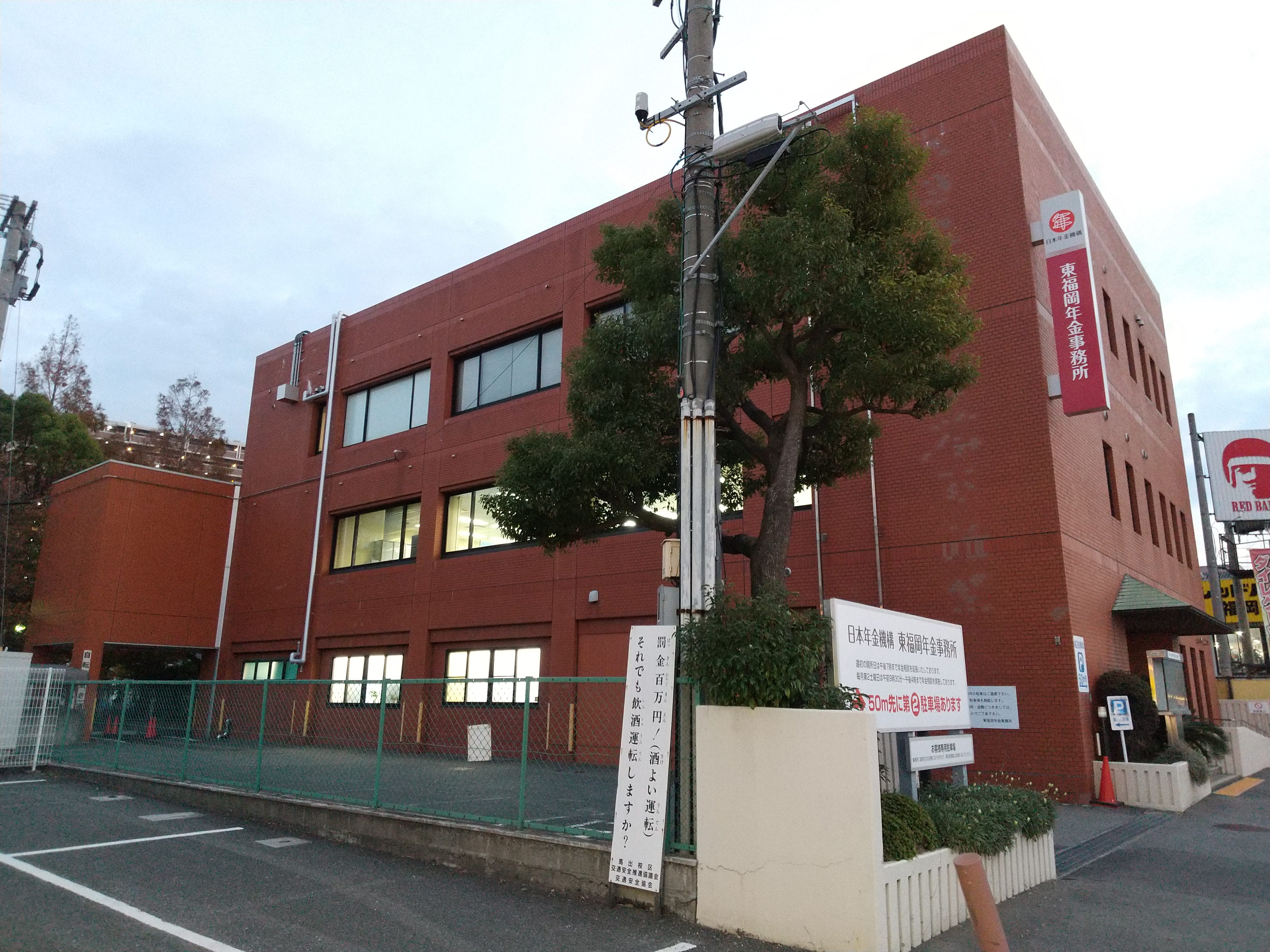
東福岡年金事務所[注釈 11]
- 馬出人権のまちづくり館
- 夢の木保育園[注釈 12]
- 社会福祉法人わらべ福祉会 杉の子保育園
- 米田ポンプ場[注釈 13]
- 馬出南公園[注釈 14]
- 馬出2号公園[注釈 15]
- 米田公園[注釈 16]
- 馬出緑地（西鉄福岡市内線跡）[注釈 17]

- 九州大学病院
- 九州大学医学歴史館
- 創立75周年記念庭園（九大医学部）
- 博多税務署
- 東福岡年金事務所

### 教育施設

#### 幼稚園
幼稚園については次の通り。
- バプテスト東福岡教会附属ひがしふくおか幼稚園[注釈 18]

#### 公立小・中学校
小・中学校については次の通り。
- 福岡市立馬出小学校（馬出一丁目12番27号）
- 福岡市立福岡中学校（馬出三丁目11番1号）

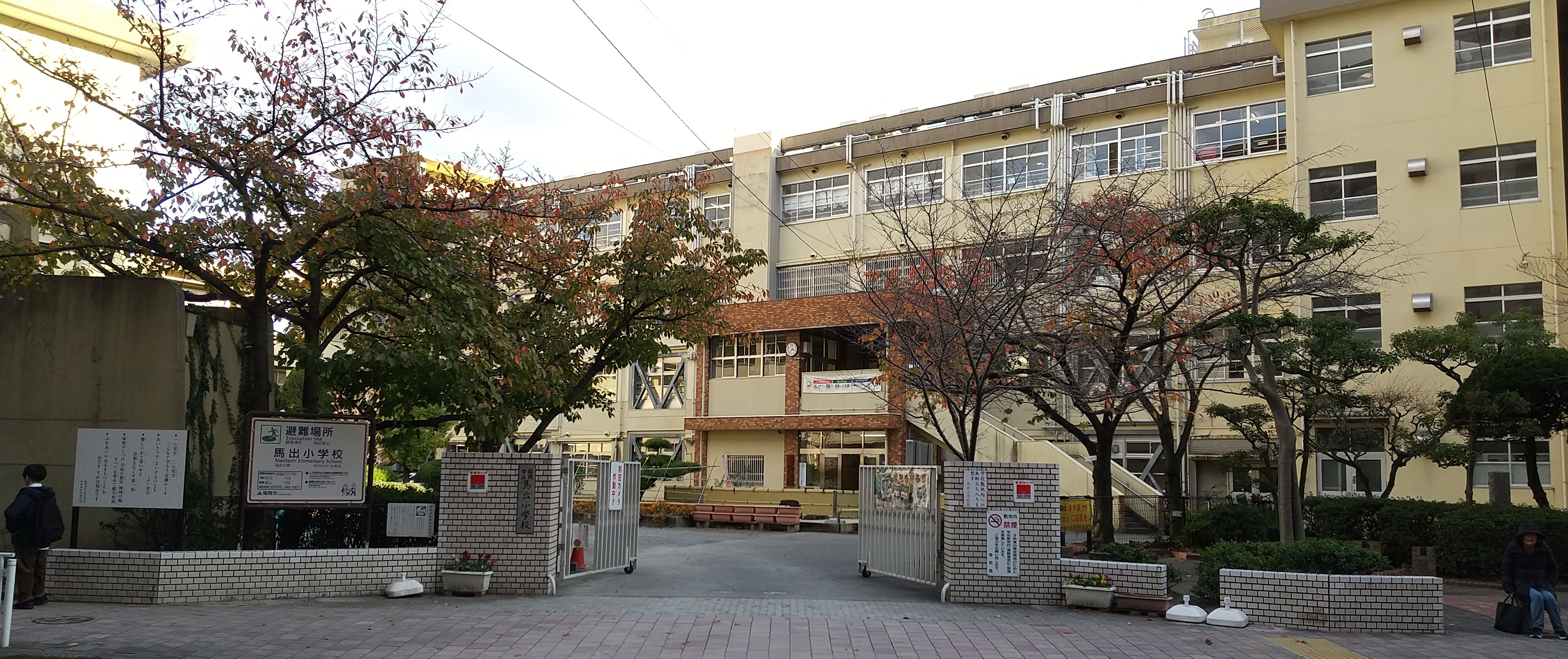
福岡市立馬出小学校

#### 私立学校
- 博多女子中学校・高等学校[注釈 19]

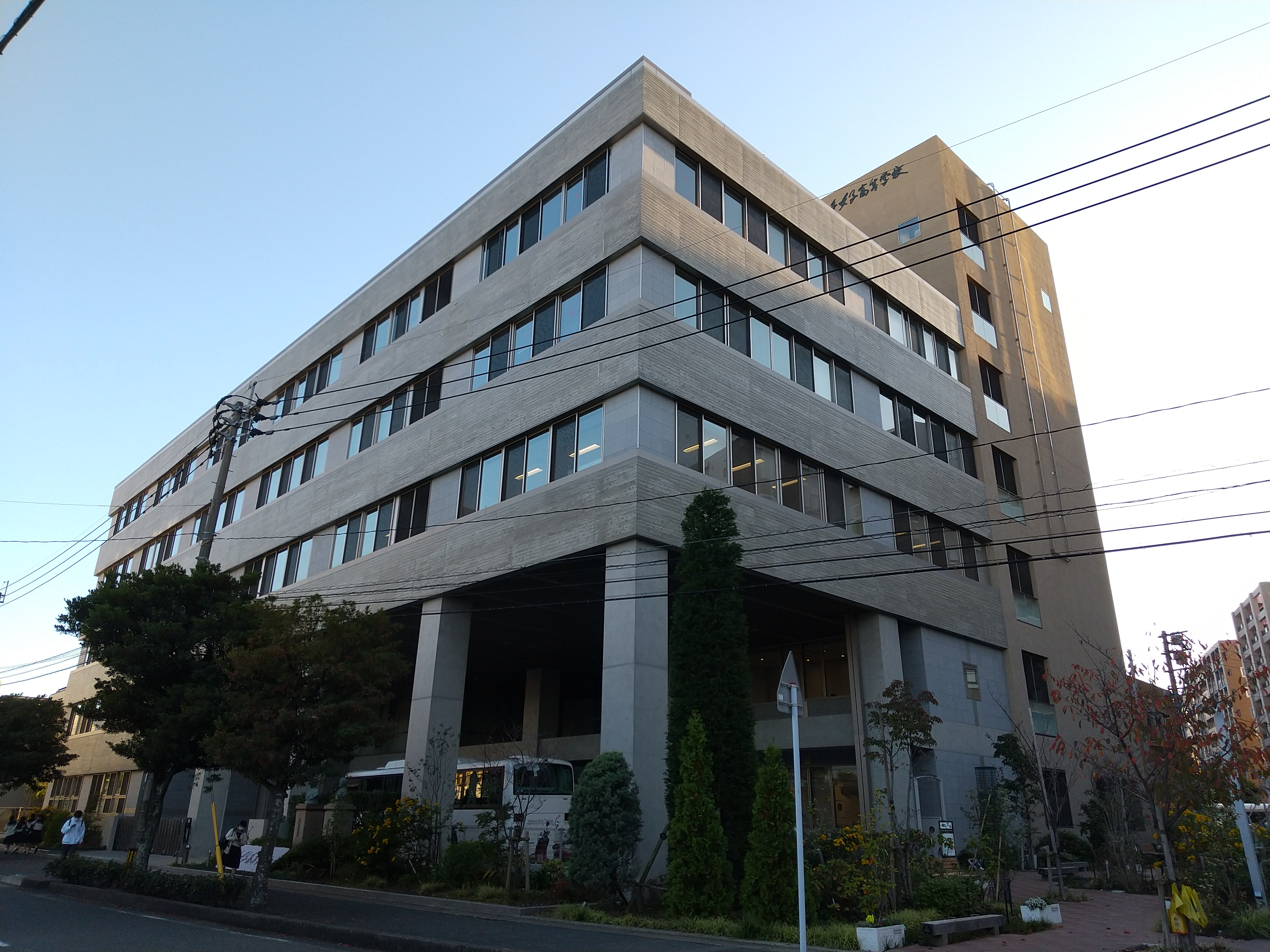
博多女子高等学校

#### 大学
- 九州大学医学部・歯学部・薬学部

### その他の施設
- 馬出中央商店街

## 史跡･文化財
史跡
- 利休釜掛松 - （九州大学馬出地区内）
- 正門門衛所 - （九州大学馬出地区内）
- 長塚節の歌碑 - （九州大学馬出地区内）
- 燈篭堂[注釈 20]
- 鏡の井（翁別神社）
- 高松高橋稲荷大明神（たかまつたかはしいなりだいみょうじん）[注釈 21]
- 三隅神社（みすみじんじゃ）[注釈 22]
- 枯野塚
- お綱の墓
- 稱名寺の台座
- 仏足石
- 旧福岡市動植物園正門[注釈 23]

指定文化財
- 木造釈迦如来坐像
- 木造弥勒如来坐
- 木造不動明王坐
- 喚鐘
- 枯野

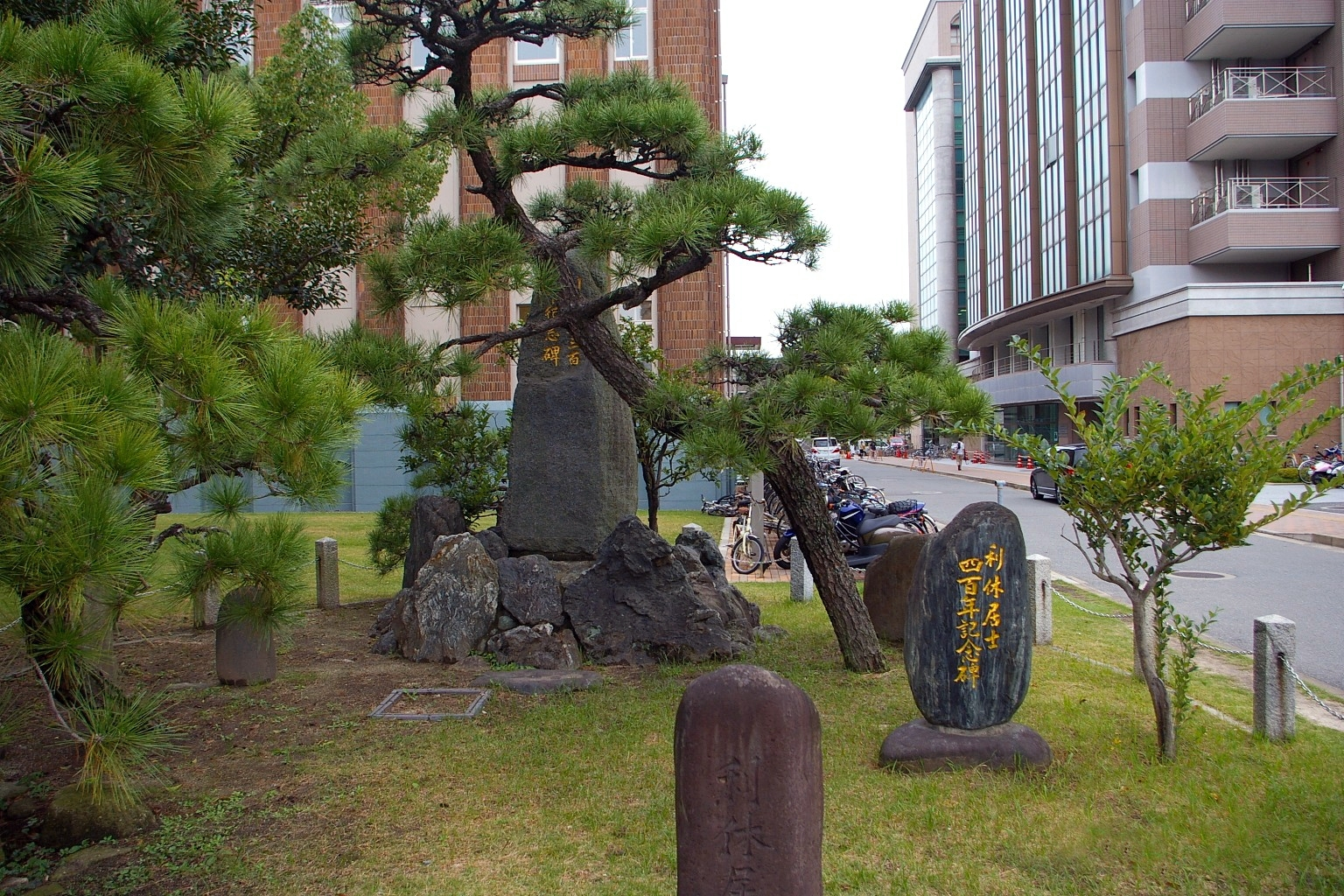
利休釜掛松
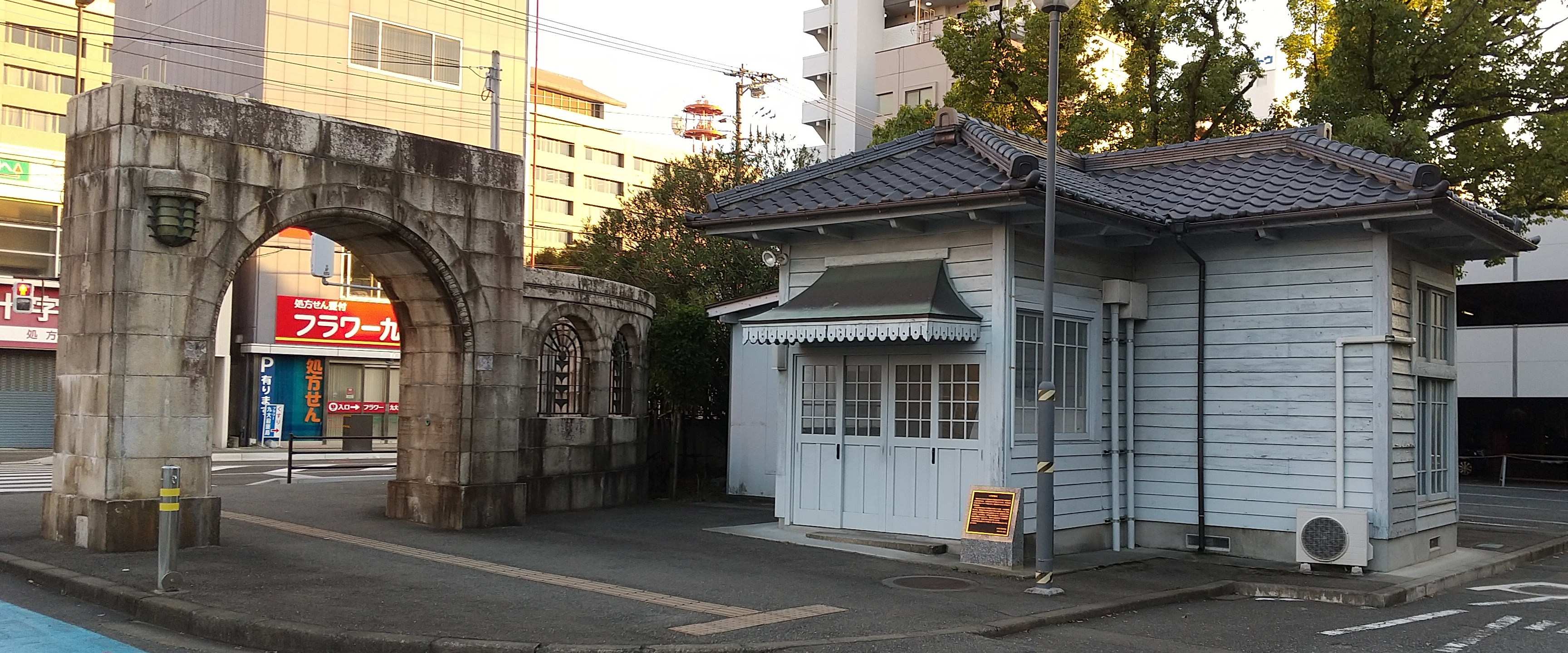
正門門衛所（九州大学）
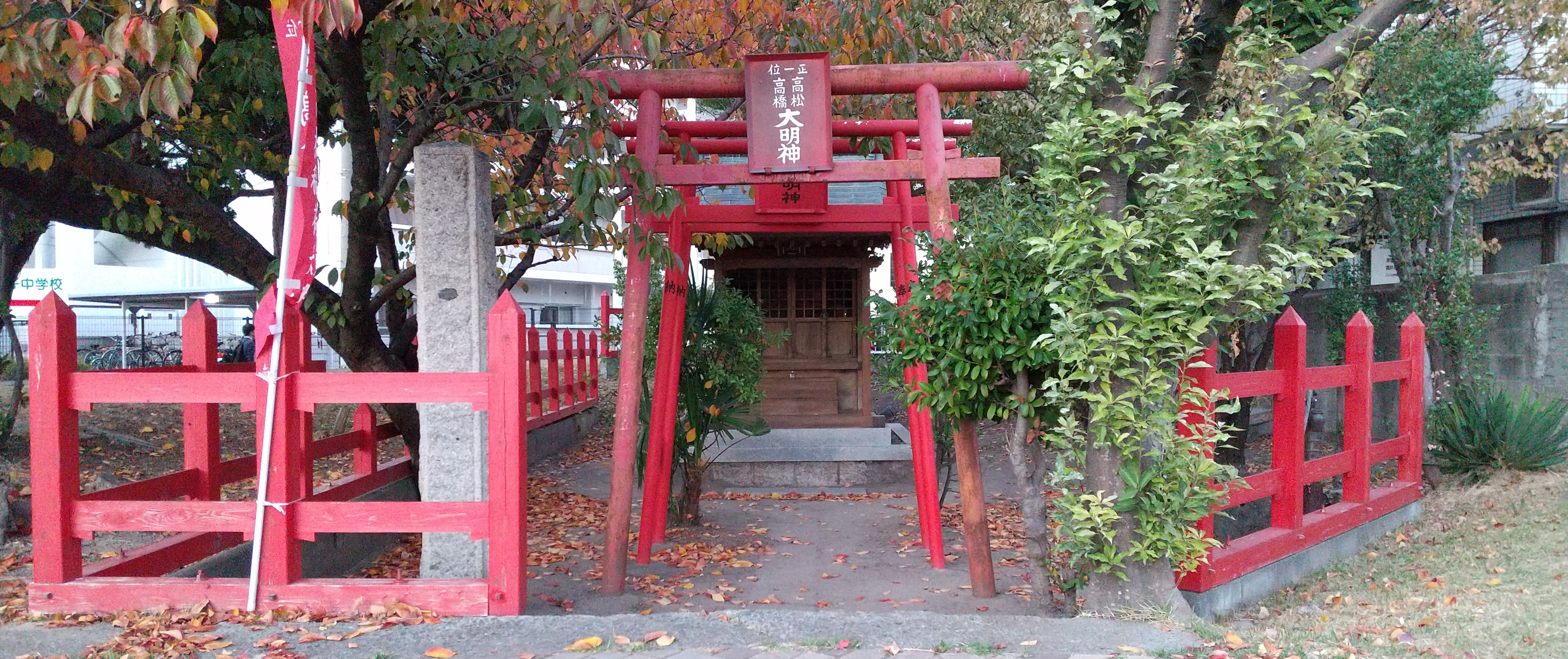
高松高橋稲荷大明神（県営東公園内）
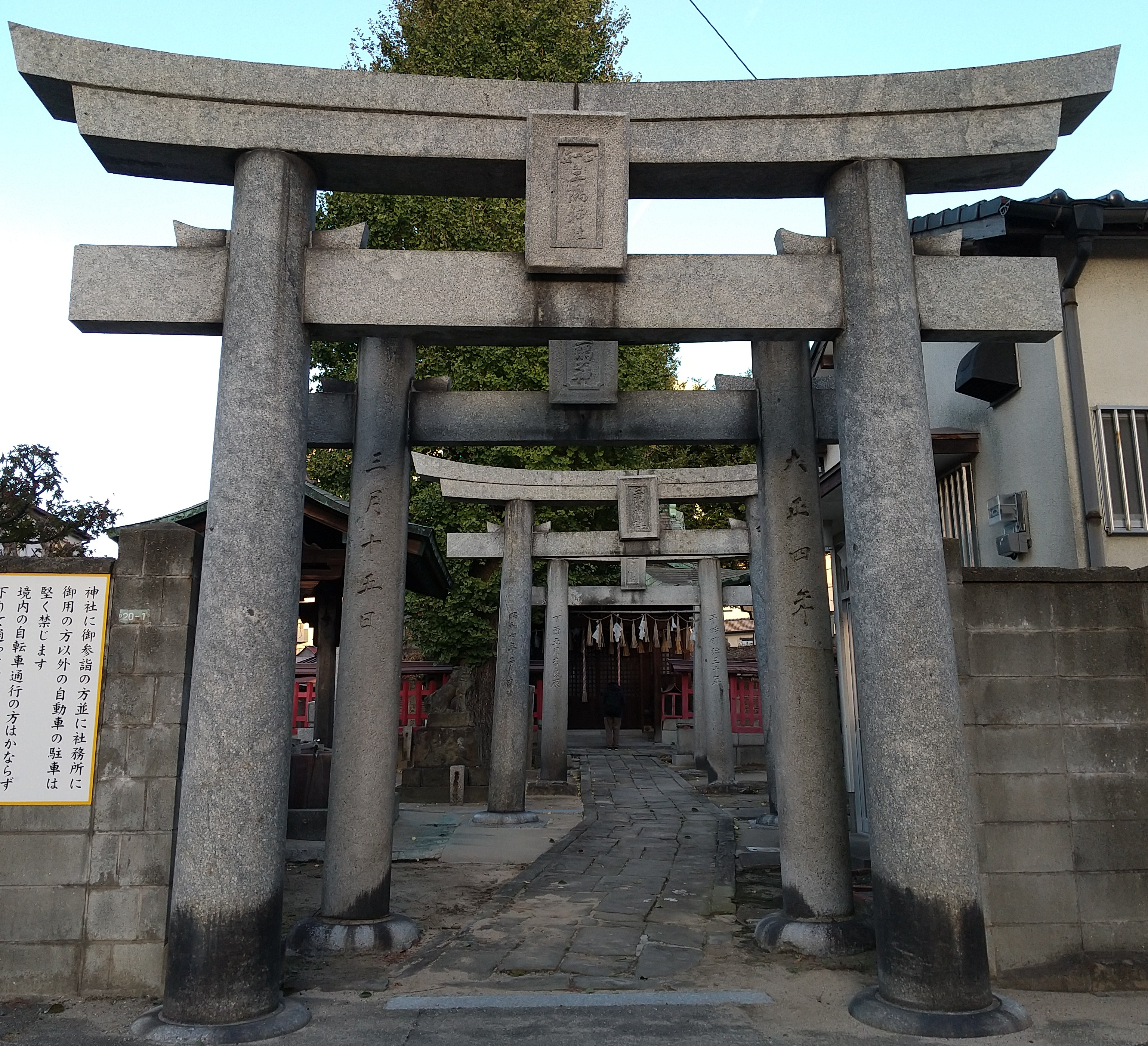
三隅神社
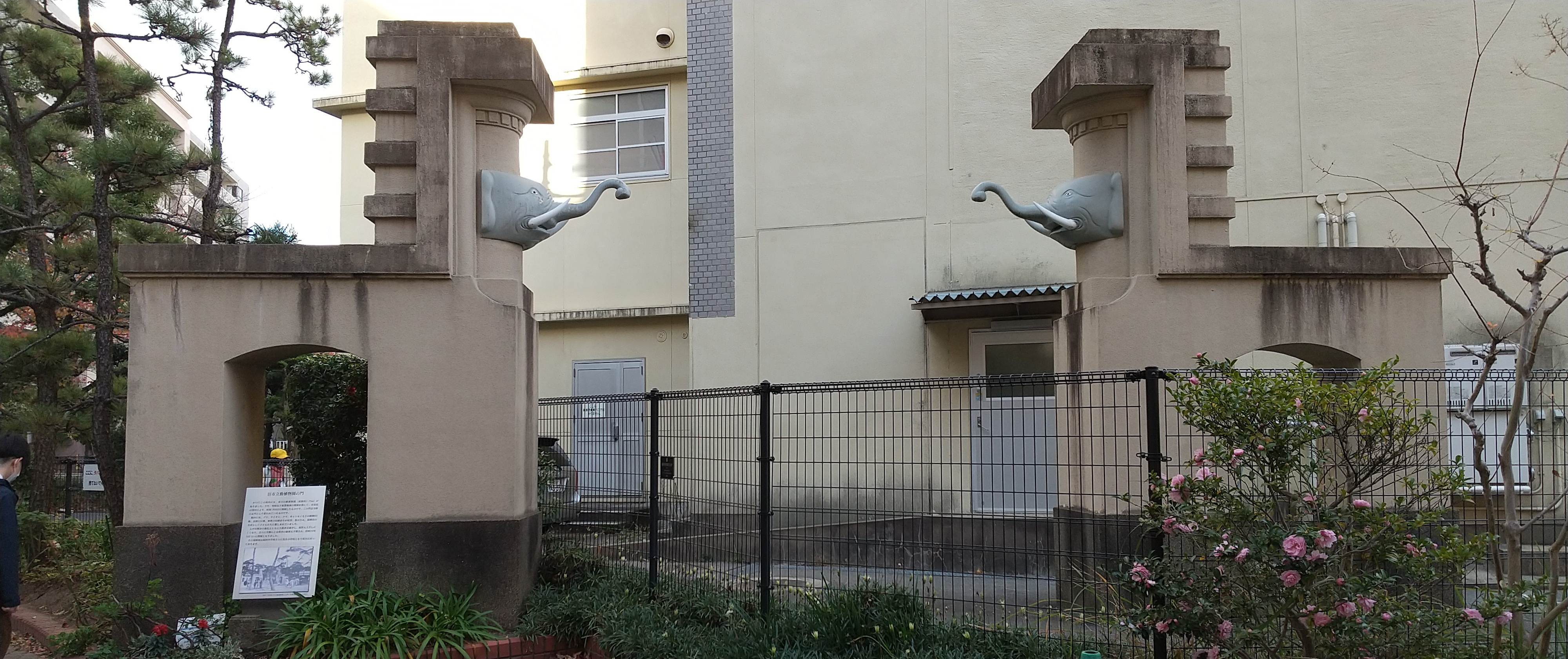
旧福岡市動植物園正門

## 交通

### 道路
主な幹線道路は次の通り。

#### 都市高速道路
都市高速道路としては、南方に福岡高速環状線が、東方に福岡高速1号香椎線が通っており、最寄りの出入口は次の通り。
- 福岡高速環状線
  - 呉服町出入口（香椎・天神方面出入口、施設：料金所・ランプ）
  - 千代出入口（太宰府IC・堤方面出入口、施設：料金所・ランプ）
- 福岡高速1号香椎線
  - 東浜出入口（貝塚方面出入口、千鳥橋方面出入口、施設：料金所・ランプ）

#### 国道
国道は次の通り。
- 国道3号

#### 県道
県道は次の通り。括弧内は福岡市道路愛称等。
- 福岡直方線（ふくおかのうがたせん）
- 浜新建堅粕線（はましんたてかたかすせん、「妙見通り」）
- 吉塚停車場線（よしづかていしゃじょうせん）

#### 市道
市道は次の通り。
- 馬出東浜線
- 吉塚通線
- 吉塚駅前線[注釈 24]
- 原田吉塚線
- 筥松吉塚線

### 鉄道
鉄道については、福岡市交通局が運営する地下鉄の福岡市地下鉄箱崎線が地区の北側に通っており、次の駅がある。
- 馬出九大病院前駅（所在地：馬出一丁目、馬出二丁目及び東公園に跨る位置）
- 箱崎宮前駅（所在地：馬出四丁目及び箱崎二丁目に跨る位置）

なお、馬出三丁目の南西端からは次の駅のほうが近い。
- 千代県庁口駅（所在地：千代一丁目から千代四丁目まで及び東公園に跨る位置）

また、九州旅客鉄道（JR九州）の鹿児島本線及び篠栗線が町内を通っており、町外であるが、最寄りの駅は次のとおりである。
- 吉塚駅[注釈 25]

なお、馬出の北部の一部からは次の駅のほうが近い。
- 箱崎駅[注釈 26]

### 路線バス
バスについては、西日本鉄道株式会社が運営する西鉄バスが運行しており、次の停留所がある。
- 福岡直方線沿い：県庁前、警察本部前・九大病院入口
- 馬出4586号線、馬出4587号線及び馬出4588号線（通称：「馬出通り」）沿い：馬出通り、箱崎

なお、「馬出通り」沿いは西鉄福岡市内線貫線の廃線跡を転用したバス専用道路（馬出4586号線、馬出4587号線及び馬出4588号線）となっている。
- 浜新建堅粕線（愛称：「妙見通り」）沿い：吉塚営業所、巴町（ともえちょう）
- 国道3号沿い：馬出三丁目、浜松町
- 吉塚停車場線沿い：吉塚駅前、博多女子高前

また、JR九州バス株式会社が運営するJRバスの直方線も運行しており、次の停留所がある。
- 福岡直方線沿い：九大病院・県庁前（九州大学医学部正門附近）

## 出身・ゆかりのある人物
- 松本治一郎（土木建築請負業[29]、部落解放運動家、政治家） - 福岡県那珂郡金平村（現・福岡市東区馬出）生まれ。部落解放全国委員会中央執行委員長。参議院副議長[30]。
- 松本英一（部落解放運動家、政治家） - 松本治一郎の甥で養子。参議院議員（社会党）[30]。松本組社長[30]。
- 松本龍[30]（政治家） - 松本英一の長男。衆議院議員（民主党）。環境大臣や東日本大震災復興対策担当相を務めた。